# Guilvinec
Guilvinec, noto anche come Le Guilvinec (in bretone Ar Gelveneg) è un comune francese di 3 030 abitanti situato nel dipartimento del Finistère nella regione della Bretagna. 
Si situa alla punta sud-ovest della Bretagna, nel sud del Finistère, nel pays Bigouden. Si trova a 12 chilometri a sud-ovest di Pont-l'Abbé e a 31 chilometri a sud-ovest di Quimper, capoluogo di arrondissement.
Nel 2019 è stato il primo porto di pesca artigianale della Francia per valore del pescato sbarcato da imbarcazioni francesi.
Nell'area del comune si trovano la cappella di S. Tremeur, vissuto nel VI secolo e costruita dal signore di Kergoz, di cui è visibile anche la vecchia dimora del Manoir de Kergoz, nonché il menhir di Lanvar, risalente al neolitico (anni 3000 a.C. circa), situato nella località di Kervennec.
Il porto ospita Haliotika, mercato del pesce e mostra dei mestieri del mare.

## Società

### Evoluzione demografica
Abitanti censiti